# Nicolas Blies et Stéphane Hueber-Blies
Nicolas Blies né le 26 septembre 1981 à Mulhouse et Stéphane Hueber-Blies né le 18 août 1976 à Mulhouse, parfois désignés conjointement par l'expression les frères Blies, sont deux cinéastes, producteurs et artistes français qui créent leurs œuvres en commun.

## Biographie
En 2013, ils conceptualisent le transmédia musical documentaire Soundhunters en coproduction avec la chaine de TV franco-allemande ARTE. Soundhunters a été imaginé afin de transformer le monde en un instrument de musique infini. Il s'agit du premier volet de la Collection « Habiter poétiquement le monde ». Le transmédia sort en 2015 en collaboration avec de nombreux artistes internationaux dont Jean Michel Jarre, Simonne Jones ou Blixa Bargeld. En 2016, les frères Blies sont invités à présenter leur travail au Lincoln Center durant le New York Film Festival. Le projet est placé en 2016 sous le haut patronage de l’UNESCO.
En 2019, ils écrivent et réalisent leur premier long-métrage Zero Impunity. Hybridant animation et prise de vues réelles, le film est considéré comme l’un des films précurseurs en la matière, notamment par sa capacité à « figurer l’infilmé ». Le film a fait sa première mondiale en mars 2019 au Festival international du film de Thessalonique (Grèce) avant d'être en compétition officielle au Annecy Film Festival (France) puis au Festival International du Film de Moscou ou encore au Festival International du Film de Palm Springs (USA). Marcel Jean (directeur artistique du Festival de Annecy) estime dans le Film Français que Zero Impunity est "l'exemple parfait de ce que nous voulons faire avec Contrechamp (la nouvelle section compétitive long-métrage)". Le Figaro identifie le film comme "un film coup de poing" qui "a laissé Annecy sans voix". Et Première qualifie le film "d'impressionnant". En 2021, le film est nommé aux Trophées Francophones du Cinéma dans la catégorie "Meilleur documentaire".
Le film est la pièce maitresse d'un projet transmédia international d’impact social dénonçant l’impunité des violences sexuelles en temps de guerre.  Le projet transmédia se construit comme un "média agissant favorisant la libération de la parole et ainsi lutter contre l’impunité". Le média Zero Impunity, soutenu par plus de 400 000 citoyens à travers le monde, est lancé avec la publication de la première enquête L'ADN de Sangaris dans Médiapart (France), Internazionale (Italie), InfoLibre (Espagne), Le Desk (Maroc), Inkyfada (Tunisie), Correctiv (Allemagne), Le Jeudi et Tageblatt (Luxembourg). Pour Edwy Plenel, Zero Impunity est "une arme pacifique". Le transmédia remporte le FIPA d’Or 2017 et obtient une sélection au Visa d'Or de l’information France TV. Les réalisateurs ont été invités à participer à de nombreuses conférences notamment en présence du docteur Denis Mukwege (Prix Nobel de la Paix 2018) à l'université d'Angers.
En avril 2021, ils décident également de se consacrer à une œuvre intimiste (cinéma et théâtre) sur les traumatismes de leur propre enfance, ainsi que sur les traumatismes intergénérationnels qui habitent leur histoire familiale. Poursuivant leurs recherches plastiques en matière d’hybridation des formes, les frères Blies sortent en 2024 l'installation d'art numérique Ceci est mon coeur sur la réconciliation d'un enfant avec son corps, mixant vidéo-mapping et vêtements connectés. Dans la continuité de Zero Impunity, ils hybrident animation et prise de vues réelles. Ils utilisent également pour la première fois la technique proche du « Spoken word ». Ceci est mon coeur fait sa Première mondiale en compétition officielle durant la 81ème Mostra de Venise. Ceci est mon coeur est également sélectionné au 78ème Festival de Cannes et est distingué durant les "Breakthroughs of Storytelling Awards" de l'Université de Columbia à New York City.

## Engagements
En mars 2022, dès les débuts de l’invasion de l’Ukraine par la fédération de Russie, les frères Blies se prononcent pour le boycott culturel des artistes russes.

## Distinctions et Jury

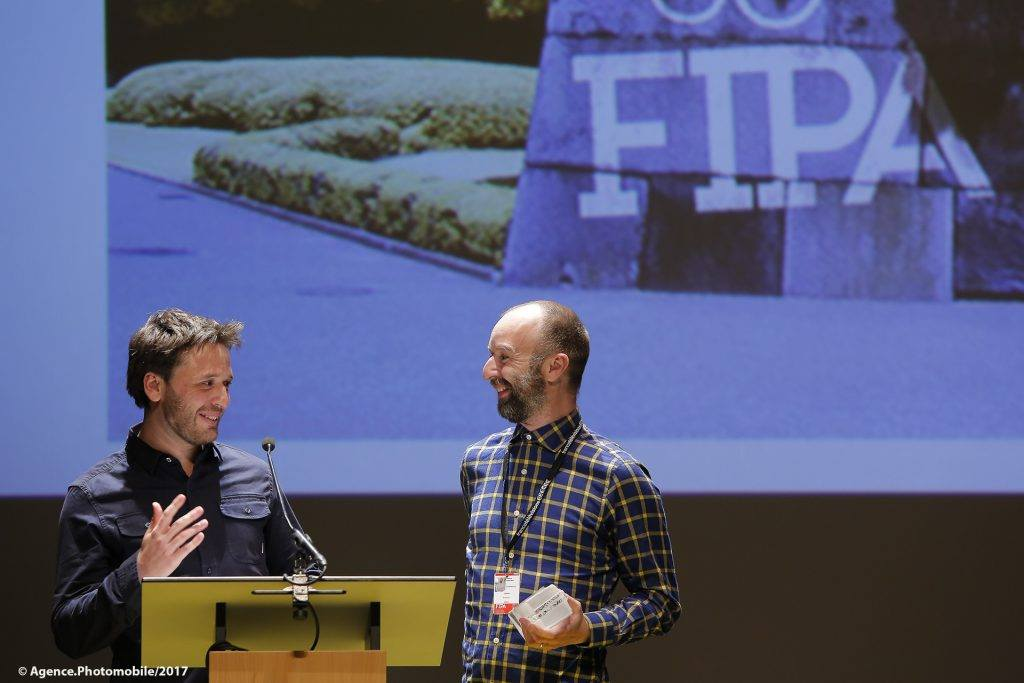
Nicolas (à gauche) et Stéphane (à droite) au FIPA en 2017 à Biarritz.

En 2020, les frères Blies sont membres du jury longs-métrages section « Contrechamp » du 44e Festival international du film d’animation de Annecy. La même année ils sont invités toujours par le Festival de Annecy à donner leur vision du cinéma d’animation dans la section « Leçons de cinéma »,.
En 2018, Nicolas Blies est membre du jury section "Documentaire National" et Stéphane Hueber-Blies membre et président de la section "Prix de l'Innovation" lors du 31e Festival International de la production audiovisuelle de Biarritz (FIPA).

## Récompenses  et distinctions

### Récompenses
- 2015 : Festival international de la production audiovisuelle de Biarritz (FIPA d'OR de la meilleure œuvre digitale) pour Soundhunters
- 2015 : Sichuan Film Festival (Grand Prix Golden Panda) pour Soundhunters
- 2015 : Sichuan Film Festival (Most innovative user experience Golden Panda) pour Soundhunters
- 2015 : Le Mois du Webdoc (Prix Courrier International) pour Soundhunters
- 2017 : Festival international de la production audiovisuelle de Biarritz (FIPA d'OR de la meilleure œuvre digitale) pour Zero Impunity
- 2019 : Festival du Film Politique de Porto Vecchio (Prix du Public du Meilleur documentaire politique) pour Zero Impunity[26]
- 2020 : Festival International du Film d'Animation de Bucarest (Prix du Meilleur Long-métrage) pour Zero Impunity[27]
- 2025 : Breakthroughs of Storytelling Award (Université de Columbia) pour Ceci est mon coeur

### Nominations
- 2015 : Prix Europa (Prix de la meilleure œuvre digitale) pour Soundhunters
- 2019 : Festival International du film de Sao Paulo (New Directors Competition) pour Zero Impunity
- 2019 : Festival International du film d'animation de Annecy (Prix du Meilleur Long-métrage Contrechamp) pour Zero Impunity
- 2019 : Festival International du film de Thessalonique (Prix Amnesty International) pour Zero Impunity
- 2020 : Festival International du film de Guadalajara (Prix du meilleur film d'animation) pour Zero Impunity
- 2021 : Trophées Francophones du Cinéma (Prix du meilleur documentaire) pour Zero Impunity
- 2024 : Mostra de Venise (Grand prix de la meilleure oeuvre immersive) pour Ceci est mon coeur
- 2025 : Festival de Cannes (Sélection immersive) pour Ceci est mon coeur

## Conférences
- 2015 : Les chasseurs de sons avec Jean-Michel Jarre à la Gaité Lyrique, Paris
- 2018 : Danse, art et trauma invités par Dorothée Munyaneza durant son séjour à la Villa Medicis à Rome
- 2018 : Les violences sexuelles en temps de guerre, invités par l'Université d'Angers et le Dr. Denis Mukwege
- 2019 : Exister dans le bruit médiatique avec Edwy Plenel (Mediapart) et Oleksandra Matviïtchouk
- 2022 : Voices from the frontline, Internazionale Journalism Festival, Ferrara (Italie)
- 2023 : Documentaire : sujet, impact et cinéma, ACID Festival de Cannes (France)

## Publications
- "L'écoute agissante, premier pas vers l'impunité zéro",[28]  Revue Mémoires numéro 75 (Centre Primo Levi - Paris) - juin 2019
- Participation à l’ouvrage collectif "Droit international et violences sexuelles dans les conflits armés, Contributions de la Chaire Mukwege (2019-2023)" Collection « Colloques & Essais » éditée par l’Institut Francophone pour la Justice et la Démocratie